# Georges Lapassade

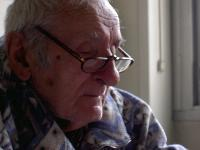
Georges Lapassade

Georges Lapassade, född 10 maj 1924 i Arbus, död 30 juli 2008 i Stains, var en fransk sociolog och filosof. Lapassade intresserade sig för psykoanalys och biologi och han var en viktig figur inom inom psykosociologi, etnologi och pedagogik. Hans aktiviteter i studentmiljöer 1958-1968 fick stor betydelse för händelserna i maj 1968. Lapassade var den första franska sociolog som forskade om rapmusik.

## Verk (urval)
- L'Analyseur et l'Analyste, 1971.
- Groupes, organisations, institutions, 1975.
- Essai sur la transe, 1976.
- Le Rap ou la fureur de dire, 1990.
- Guerre et paix dans la classe, 1993.